# André Lischke
André Lischke est un musicologue et traducteur français né à Paris en novembre 1946, spécialiste de la musique russe.

## Biographie
André Lischke naît dans une famille de musiciens issus de l’immigration russe. Il commence son éducation musicale au piano. Après des cours de composition, il s'oriente vers la musicologie ayant pour professeurs Michel Guiomar à la Schola Cantorum, puis Norbert Dufourcq et Yves Gérard au Conservatoire de Paris, où il obtient son premier prix. Il se spécialise dans la musique russe et passe sa thèse de doctorat à la Sorbonne avec pour sujet Tchaïkovski au miroir de ses écrits (1996).
En tant que journaliste et critique musical, il collabore aux magazines comme Diapason, L'Avant-scène opéra ou Lyrica. Il est aussi producteur d'émissions radiophoniques.
Entre 1989 et 1997, il est directeur artistique du label de disques Le Chant du Monde, maison bientôt rachetée par Harmonia Mundi.
Depuis 2001, André Lischke enseigne à l'Université d'Évry, où il anime notamment un laboratoire de recherche : RASM, ou recherche arts spectacle musique, unique en son genre.

## Écrits

### Monographies
- La Musique en Russie depuis 1850, Paris/Nantes, Fayard/Mirare, 2012, 219 p. (ISBN 978-2-213-66641-9 et 2-213-66641-5, OCLC 779752730, BNF 42595238, présentation en ligne)
- Histoire de la musique russe : des origines à la Révolution, Paris, Fayard, coll. « Les Chemins de la musique », 2006, 792 p. (ISBN 2-213-62387-2, OCLC 79476731, BNF 40226143), prix Paul-Marmottan 2007
- Alexandre Borodine, Paris, Bleu Nuit Éditeur, coll. « Horizons » (no 1), 2004, 176 p. (ISBN 2-913575-70-6, OCLC 469694268, BNF 39201718)
- Tchaïkovski au miroir de ses écrits : textes choisis, traduits et présentés par André Lischke, Paris, Fayard, coll. « Écrits de musiciens », 1996, 434 p. (ISBN 2-213-59575-5, OCLC 36233585)
- Piotr Ilitch Tchaïkovski, Paris, Fayard, coll. « Bibliothèque des grands musiciens », 1993, 1132 p. (ISBN 2-213-03191-6, OCLC 415843850, BNF 35616045)[3]

### Direction
- Moussorgski, La Khovantchina, Paris, L'Avant-scène, coll. « Opéra » (no 57-58), 1983, 226 p. (OCLC 49183749)
- Tchaïkovski, La Dame de pique, Paris, L'Avant-scène, coll. « Opéra » (no 119-120), 1989, 177 p. (OCLC 495959150)
- Moussorgski, Boris Godounov, Paris, L'Avant-scène, coll. « Opéra » (no 191), 1999, 175 p. (ISBN 2-84385-162-9, OCLC 716906780)
- Prokofiev, Guerre et Paix, Paris, L'Avant-scène, coll. « Opéra » (no 194), 2000, 142 p. (ISBN 2-84385-164-5, OCLC 716378365)
- Rimski-Korsakov, Le Coq d'or, Paris, L'Avant-scène/Éditions Premières Loges, coll. « Opéra » (no 211), 2002, 125 p. (ISBN 2-84385-182-3, OCLC 51947464)

### Traductions
- Nikolaï Rimski-Korsakov, Chronique de ma vie musicale : traduit du russe, présenté et annoté par André Lischke, Paris, Fayard, 2008, 454 p. (ISBN 978-2-213-63546-0 et 2-213-63546-3, OCLC 470985925, BNF 41259917)
- Solomon Volkov, Témoignage : les mémoires de Dimitri Chostakovitch [« Testimony: the memoirs of Dmitri Shostakovich »], Paris, Albin Michel, 1980, 326 p. (OCLC 32424023)